# The Lines
The Lines è un singolo del gruppo musicale statunitense Beartooth, il secondo estratto dal loro album di debutto Disgusting, pubblicato il 27 maggio 2014.

## Video musicale
Il video ufficiale del brano, pubblicato l'11 agosto 2014 e diretto da Drew Russ, vede i componenti dei Beartooth vestiti in tute bianche con il marchio della band distruggere diversi oggetti con dei martelli da fabbro.

## Tracce
Testi e musiche di Caleb Shomo.
1. The Lines – 3:47

## Formazione
- Caleb Shomo – voce, chitarra elettrica, basso, batteria